# Big Mouth: De Vigarista a Vingador
Big Mouth (hangul: 빅마우스; rr: Bingmauseu, prt/bra: Big Mouth: De Vigarista a Vingador) é uma série de televisão sul-coreana de 2022 estrelada por Lee Jong-suk, Im Yoon-ah e Kim Joo-hun. Foi ao ar de 29 de julho a 17 de setembro de 2022 nas sextas e sábados da MBC TV às 21h50 (KST). Também está disponível para streaming no Disney+ em regiões selecionadas.

## Sinopse
A série conta a história de um advogado de baixo desempenho que é pego em um caso de assassinato. Para sobreviver e proteger sua família, ele se envolve em uma enorme conspiração entre as classes altas privilegiadas.

## Elenco

### Principal
- Lee Jong-suk como Park Chang-ho: um advogado de terceira categoria com uma taxa de sucesso de dez por cento, chamado de "Big Mouth" por seus conhecidos jurídicos devido à sua tendência a falar antes de agir. Sua vida está subitamente em perigo quando ele é confundido com um gênio vigarista conhecido como "Big Mouse".[a][13]
- Im Yoon-ah como Ko Mi-ho: a esposa solidária de Chang-ho, que é enfermeira e tem uma personalidade ousada, além de uma beleza excepcional.[1][14]
- Kim Joo-hun como Choi Do-ha: o ambicioso prefeito de Gucheon, cujo objetivo na vida é se tornar o presidente mais digno.[15][16]

### Coadjuvante

#### Fórum NR
- Yang Kyung-won como Gong Ji-hoon: o presidente do conglomerado de mídia Gukdong Daily e o presidente do Fórum NR.[15]
- Kim Jung-hyun como Jung Chae-bong: o diretor da Chilbong Academy.[17]
- Lee Yoo-joon como Han Jae-ho: um cirurgião.[18]
- Oh Ryung como Lee Du-geun: consultor jurídico do Fórum NR.[17]
- Yoon Seok-hyun como Cha Seung-tae: diretor administrativo do Grupo OC.[17]
- Park Hoon como Seo Jae-yong: chefe do Departamento de Medicina Interna, Hematologia e Oncologia do Hospital Universitário de Gucheon.[17]
- Hong Ji-hee como Jang Hye-jin: esposa de Jae-ho que é pesquisadora culinária.[17][19]
- Kim Kyu-seon como Ashley Kim: esposa de Ji-hoon, que é coreana-americana e diretora da Galeria Woojung.[20]
- Jang Hyuk-jin como Choi Jung-rak: um promotor do Ministério Público de Gucheon.[17]

#### Hospital de Gucheon
- Ok Ja-yeon como Hyun Ju-hee: esposa de Do-ha que é a diretora do Hospital Gucheon.[15]
- Kim Seon-hwa como Park Mi-young: a enfermeira-chefe do Hospital de Gucheon.[21]
- Park Se-hyeon como Jang Hee-joo: uma enfermeira no Hospital de Gucheon.[17]

#### Prisão de Gucheon
- Jeong Jae-sung como Park Yoon-gap: o carcereiro da Prisão Gucheon.[22]
- Kim Dong-won como Gan Su-cheol: um agente penitenciário da Prisão Gucheon.[23]
- Kwak Dong-yeon como Jerry / Oh Jin-chul (nome real): um golpista com três condenações anteriores que respeita o gênio vigarista "Big Mouse".[15][24]
- Yang Hyung-wook como Noh Park: um prisioneiro na prisão de Gucheon.[25]

#### Pessoas ao redor de Chang-ho
- Lee Ki-young como Ko Gi-kwang: pai de Mi-ho.[25]
- Oh Eui-shik como Kim Soon-tae: um advogado que é o melhor amigo e assistente de Chang-ho.[26]

### Outros
- Yoo Tae-ju como Tak Kwang-yeon: um psicopata condenado à morte na prisão de Gucheon.[27][28]
- Song Kyung-cheol como Yang Chun-sik: um líder de gangue.[29]
- Park Jeong-bok como Go Tae-sik: um prisioneiro na Prisão de Gucheon.[30]
- Shin Seung-hwan como Peter Hong[31]
- Jeon Gook-hwan como Kang Seong-geun (Presidente Kang)[32][33]

### Aparições especiais
- Yoo Su-bin como Chang-ho e vizinho de Mi-ho.[34]
- Kim Do-wan como Chang-ho e vizinho de Mi-ho.[34]

## Episódios
| N.º | Título        | Dirigido por                 | Escrito por | Exibição original      |
| --- | ------------- | ---------------------------- | ----------- | ---------------------- |
| 1   | "Episódio 1"  | Oh Chung-hwan e Bae Hyun-jin | Kim Ha-ram  | 29 de julho de 2022    |
| 2   | "Episódio 2"  | Oh Chung-hwan e Bae Hyun-jin | Kim Ha-ram  | 30 de julho de 2022    |
| 3   | "Episódio 3"  | Oh Chung-hwan e Bae Hyun-jin | Kim Ha-ram  | 5 de agosto de 2022    |
| 4   | "Episódio 4"  | Oh Chung-hwan e Bae Hyun-jin | Kim Ha-ram  | 6 de agosto de 2022    |
| 5   | "Episódio 5"  | Oh Chung-hwan e Bae Hyun-jin | Kim Ha-ram  | 12 de agosto de 2022   |
| 6   | "Episódio 6"  | Oh Chung-hwan e Bae Hyun-jin | Kim Ha-ram  | 13 de agosto de 2022   |
| 7   | "Episódio 7"  | Oh Chung-hwan e Bae Hyun-jin | Kim Ha-ram  | 19 de agosto de 2022   |
| 8   | "Episódio 8"  | Oh Chung-hwan e Bae Hyun-jin | Kim Ha-ram  | 20 de agosto de 2022   |
| 9   | "Episódio 9"  | Oh Chung-hwan e Bae Hyun-jin | Kim Ha-ram  | 26 de agosto de 2022   |
| 10  | "Episódio 10" | Oh Chung-hwan e Bae Hyun-jin | Kim Ha-ram  | 27 de agosto de 2022   |
| 11  | "Episódio 11" | Oh Chung-hwan e Bae Hyun-jin | Kim Ha-ram  | 2 de setembro de 2022  |
| 12  | "Episódio 12" | Oh Chung-hwan e Bae Hyun-jin | Kim Ha-ram  | 3 de setembro de 2022  |
| 13  | "Episódio 13" | Oh Chung-hwan e Bae Hyun-jin | Kim Ha-ram  | 9 de setembro de 2022  |
| 14  | "Episódio 14" | Oh Chung-hwan e Bae Hyun-jin | Kim Ha-ram  | 10 de setembro de 2022 |
| 15  | "Episódio 15" | Oh Chung-hwan e Bae Hyun-jin | Kim Ha-ram  | 16 de setembro de 2022 |
| 16  | "Episódio 16" | Oh Chung-hwan e Bae Hyun-jin | Kim Ha-ram  | 17 de setembro de 2022 |

## Produção
Os autores da série são Jang Young-cheol e Jung Kyung-soon, também responsáveis por Vagabond, e o diretor Oh Choong-hwan, que também dirigiu While You Were Sleeping, Start-Up e Hotel del Luna. A série é produzida pela AStory.
Em 21 de abril de 2021, a agência de Lee Jong-suk anunciou que o ator havia recebido uma oferta para aparecer na série, no que representa seu primeiro papel principal desde que terminou o serviço militar. Em 18 de maio, a agência de Yoona também anunciou que a atriz aceitaria o papel de co-estrela da série. O início das filmagens estava previsto para o segundo semestre desse mesmo ano, conforme anunciado pela produtora A-Story.

## Lançamento
Big Mouth foi inicialmente confirmado para ser lançado na tvN. No entanto, em abril de 2022, foi anunciado que a série iria ao ar no horário recém-estabelecido das sextas e sábados da MBC TV, em julho.
Em 28 de junho de 2022, a série foi lançada nos Estados Unidos através do Hulu, na América Latina através do Star+ e em territórios selecionados no Disney+ via Star.

## Trilha sonora original
| Lançada em 6 de agosto de 2022 |                     |                |         |  |
| N.º                            | Título              | Artista        | Duração |  |
| 1.                             | "Brand New"         | Justhis        | 2:51    |  |
| 2.                             | "Brand New" (Inst.) |                | 2:51    |  |
| Duração total:                 | Duração total:      | Duração total: | 5:42    |  |

## Audiência
| Temporada | Temporada | Ep. 1 | Ep. 2 | Ep. 3 | Ep. 4 | Ep. 5 | Ep. 6 | Ep. 7 | Ep. 8 | Ep. 9 | Ep. 10 | Ep. 11 | Ep. 12 | Ep. 13 | Ep. 14 | Ep. 15 | Ep. 16 | Audiência |
| --------- | --------- | ----- | ----- | ----- | ----- | ----- | ----- | ----- | ----- | ----- | ------ | ------ | ------ | ------ | ------ | ------ | ------ | --------- |
|           | 1         | 1.124 | 1.129 | 1.431 | 1.685 | 1.732 | 1.951 | 1.977 | 1.888 | 2.008 | 1.771  | 2.054  | 2.228  | 1.534  | 1.960  | 2.145  | 2.527  | 1.822     |

| Ep. | Data de transmissão original | Audiência média | Audiência média | Audiência média |
| Ep. | Data de transmissão original | Nielsen Korea   | Nielsen Korea   | TNmS            |
| Ep. | Data de transmissão original | Nacional        | Seul            | Nacional        |
| --- | ---------------------------- | --------------- | --------------- | --------------- |
| 1 | 29 de julho de 2022          | 6.2% (7º)       | 6.3% (7º)       | 5.6% (10º)      |
| 2 | 30 de julho de 2022          | 6.1% (5º)       | 6.4% (4º)       | 6.1% (7º)       |
| 3 | 5 de agosto de 2022          | 7.6% (4º)       | 8.1% (4º)       | 8.1% (5º)       |
| 4 | 6 de agosto de 2022          | 8.6% (2º)       | 8.7% (2º)       | N/A             |
| 5 | 12 de agosto de 2022         | 9.8% (4º)       | 10.0% (3º)      | 9.6% (4º)       |
| 6 | 13 de agosto de 2022         | 10.8% (2º)      | 10.8% (2º)      | 10.0% (2º)      |
| 7 | 19 de agosto de 2022         | 11.2% (3º)      | 11.4% (3º)      | 10.1% (4º)      |
| 8 | 20 de agosto de 2022         | 10.4% (2º)      | 10.3% (2º)      | 9.6% (2º)       |
| 9 | 26 de agosto de 2022         | 11.5% (2º)      | 11.7% (2º)      | 11.0% (2º)      |
| 10 | 27 de agosto de 2022         | 10.0% (2º)      | 10.2% (2º)      | 9.4% (2º)       |
| 11 | 2 de setembro de 2022        | 11.4% (4º)      | 11.4% (3º)      | 11.2% (4º)      |
| 12 | 3 de setembro de 2022        | 12.0% (2º)      | 12.0% (2º)      | 11.4% (2º)      |
| 13 | 9 de setembro de 2022        | 8.3% (4º)       | 8.3% (4º)       | N/A             |
| 14 | 10 de setembro de 2022       | 10.6% (2º)      | 10.3% (2º)      | 10.1% (2º)      |
| 15 | 16 de setembro de 2022       | 12.3% (3º)      | 12.4% (3º)      | 10.5% (3º)      |
| 16 | 17 de setembro de 2022       | 13.7% (2º)      | 13.9% (2º)      | 12.5% (2º)      |
| Média | Média                        | 10.0%           | 10.1%           | 9.7             |
| - Na tabela acima, os números azuis representam as audiências mais baixas e os números vermelhos representam as audiências mais altas. - N/A denota classificações que não foram liberadas. |                              |                 |                 |                 |